# Drohbriefaffäre
Die Drohbriefaffäre des Jahres 1823 war der Anlass für durchgreifende polizeistaatliche Maßnahmen gegen vermutete und befürchtete Oppositionsbestrebungen im Kurfürstentum Hessen.

## Hintergrund
Hintergrund der Affäre war zum einen das autokratische Regime des Kurfürsten Wilhelm II. von Hessen-Kassel (* 1777; † 1847) und seine Angst vor den damit ausgelösten Reaktionen in seinem Umfeld und bei seinen Untertanen. Zum anderen hatte der Deutsche Bund die Karlsbader Beschlüsse verabschiedet, die genau diese rigorose polizeistaatliche Politik sanktionierten.
Hinzu traten besondere Ereignisse im Kurstaat: Schon Anfang 1822 war es zu einem nie aufgeklärten plötzlichen Tod eines Lakaien des Kurprinzen Friedrich Wilhelm (* 1802; † 1875) gekommen, den der Kurfürst als einen fehlgeschlagenen Giftmordanschlag auf seinen Sohn wertete.
Wenige Tage vor dem Beginn der Drohbriefaffäre hatte der Kurfürst den potentesten Oppositionszirkel in seinem Staat, den Schönfelder Kreis um seine Frau, Kurfürstin Auguste (* 1780; † 1841), von der er sich getrennt hatte, aufgelöst. Gleich anschließend begab er sich zur Erholung nach Nenndorf. Die politische Atmosphäre im Kurstaat war durch die vorangegangenen Ereignisse hoch gespannt.

## Drohbriefaffäre
In Nenndorf erreichte ihn ein anonymer Brief, der ihn mit dem Tod bedrohte, falls er nicht drei ultimativ gestellte Forderungen erfülle:
- Gewährung einer Verfassung
- Ausschluss seiner Mätresse und späteren zweiten Ehefrau, Emilie Ortlöpp, der späteren Gräfin Reichenbach-Lessonitz (* 1791; † 1843), von allem Einfluss auf die Regierungsgeschäfte
- Unterlassen der persönlichen körperlichen Züchtigung von Untergebenen

Als Absender nennt das Schreiben Hundert Jünglinge eines Sinnes und eines Herzens [...], die sich auf Leben und Tod vereinigt [haben] zu deinem Untergange, zur Befreiung ihrer leidenden Brüder von deiner Tiraney. Das Schreiben passte exakt in das Feindbild eines reaktionär gesinnten Landesherrn, da sich der Absender als geheimbündlerisch oder aus dem Kreis der Burschenschaften kommend darstellte. Der wahre Absender konnte nie ermittelt werden.

## Folgen
Der Kurfürst setzte sofort eine Untersuchungskommission ein, an der unter anderem Johannes Hassenpflug beteiligt war, die eng mit der Mainzer Zentraluntersuchungskommission zusammenarbeitete. Die Ermittlungen richteten sich gegen
- die Mitglieder des aufgelösten Schönfelder Kreises
- Illuminatenorden

Es erfolgten Verhaftungen. Der oder die Täter konnten aber nicht ermittelt werden.

## Wertung
Die Drohbriefaffäre stellt die besondere kurhessische Ausprägung der Verfolgungswelle gegen oppositionelle Kräfte dar, die in der Folge der Karlsbader Beschlüsse ausgelöst wurde. In Kurhessen kam als besonders pikante Note in diesem Konflikt die Mätresse des Landesherren hinzu, ein Problem, das Wilhelm II. acht Jahre später zu seiner De-facto-Abdankung zwang. Die Drohbriefaffäre hat die politischen Spannungen in Kurhessen merklich erhöht und erheblich zu dem Konfliktpotential beigetragen, das dann 1830 zu einer besonders heftigen Reaktion in der Revolution führte, die zu einer den Landesherren – für damalige Verhältnisse – besonders beschränkenden Verfassung führte.